# 과달루페 이달고 조약

조약으로 미국이 병합한 영토

과달루페 이달고 조약(스페인어: Tratado de Guadalupe Hidalgo, 영어: Treaty of Guadalupe Hidalgo)은 멕시코와 미국이 1848년 5월 멕시코-미국 전쟁이 끝나면서 체결한 조약이다. 이 조약으로 멕시코는 1,500만 달러에 대한 대가로 광대한 (136만km2) 토지를 미국에 양도했다. 또한 동시에 멕시코의 대미 부채 325만 달러를 탕감했다.
양도된 곳은 현재 텍사스주, 콜로라도주, 애리조나주, 뉴멕시코주, 와이오밍주의 일부, 캘리포니아주, 네바다주, 유타주의 전체 면적이다. 오늘날 애리조나와 뉴멕시코의 일부분이 되고 있는 나머지 지역은 1853년 개즈던 매입으로 양도되었다. 텍사스주와 멕시코의 국경은 리오그란데강으로 확정됐다.

## 개요

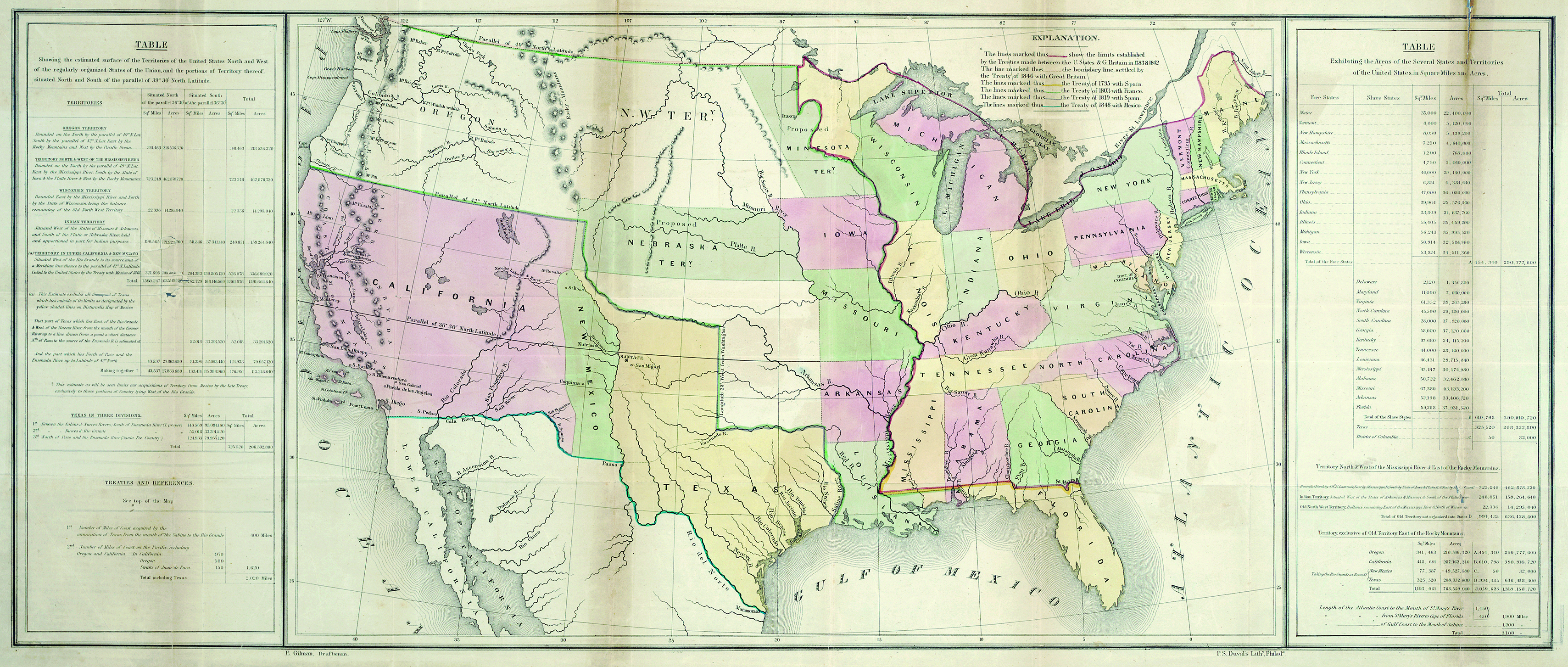
E. Gilman, [United States (after the Treaty of Guadalupe Hidalgo)], 1848

1845년 멕시코에서 독립한 텍사스 공화국이 멕시코의 반대에도 불구하고 미국에 자발적으로 합병한 텍사스 합병 사건이 일어나자, 이듬해 1846년 멕시코-미국 전쟁으로 이어졌다. 그러나 멕시코가 전쟁에 패배하면서 1848년 1월 멕시코가 평화 협정을 요청하고, 미국이 2월 2일 《과달루페 이달고 조약》에 서명함으로써 멕시코-미국 전쟁은 끝났다.
조약은 미국 측의 외교관인 니콜라스 필립 트라이스트, 멕시코 측은 루이스 G. 쿠에바스, 베르나르 코우트, 미겔 아토리스타인 세 명이 각각 전권으로 멕시코시티 북쪽 몇 킬로미터에 있는 과달루페 이달고시(Villa de Guadalupe Hidalgo 현재 구스타보 A. Madero)에서 1848년 2월 2일 체결되어 3월 10일 미국 상원에서, 5월 19일 멕시코 정부에서 각각 비준 되었다. 1848년 5월 30일에는 멕시코 중부 케레타로주 케레타로시에서 비준서의 교환이 이루어졌다.
그 내용은 멕시코가 캘리포니아, 애리조나, 네바다, 유타, 콜로라도, 뉴멕시코, 와이오밍 등 국토의 절반 가량을 미국에 넘겨주는 것을 골자로 하였다. 반면 미국은 전시 멕시코 영토에 끼친 손해 보상금 1500만 달러를 지불하기로 하였다.

### 내용
조약의 핵심 사항은 다음과 같다:
- 브라보 강을 텍사스와 멕시코의 경계선으로 삼을 것
- 신규 미국 영토에 거주하게 되는 멕시코 시민의 민권 및 재산권 보호 조항
- 미래의 영토 분쟁은 항상 합의 단계를 지울 것

이 조약이 미국 상원을 통과하면서 멕시칸 시민의 토지권 보호 조항은 제거되고 이들의 민권에 대한 조항은 약해졌다.

## 같이 보기
- 텍사스 합병
- 멕시코-미국 전쟁